# Петрова, Юлия Владимировна
Юлия Владимировна Петрова (род. 19 июля 1985, Санкт-Петербург) — кандидат искусствоведения, преподаватель, директор Музея русского импрессионизма.

## Биография
По собственному признанию, «увлеклась историей искусства в восьмом классе — довольно рано для выбора профессии. Родители не отговаривали, но сразу предупредили, что вряд ли смогут помочь с подготовкой к экзаменам или потом с поиском работы — они из другой сферы»
Окончила кафедру истории искусства исторического факультета СПбГУ (2007). В том же году переехала в Москву, чтобы учиться в аспирантуре Государственного института искусствознания (2010). В 2017 году защитила кандидатскую диссертацию на тему «Личность и творчество Эжена Каррьера в контексте художественной и общественно-политической жизни Франции конца XIX — первой трети XX века».
Около трёх лет проработала в книжном издательстве, а после получила должность искусствоведа в Галерее Леонида Шишкина. С 2011 года курирует личную коллекцию предпринимателя и мецената Бориса Минца, на основе которой был создан Музей русского импрессионизма. Руководит музеем с момента его основания (с 2012 года). Музей открыт для посетителей 28 мая 2016 года. В постоянную экспозицию вошли произведения Константина Коровина, Валентина Серова, Игоря Грабаря, Николая Богданова-Бельского, Станислава Жуковского и других мастеров русского и советского искусства. В короткий срок Музей русского импрессионизма заслужил признание профессионального сообщества, критики и широкой публики.
В качестве куратора и сокуратора Юлия Петрова подготовила выставки «Елена Киселева. Элегантный век», «Увлечения. Личная коллекция Владимира Спивакова», «Жены» и «Журнал красивой жизни».
В 2016—2017 годах — член Экспертного совета Московской международной биеннале современного искусства.
Доцент кафедры кино и современного искусства факультета истории искусства РГГУ.

## Личная жизнь
Замужем. Воспитывает дочь Алёну (2013 г.р.) и сына Георгия (2018 г.р.).